# Teatrul Național „Ion Luca Caragiale” din București
Teatrul Național "I. L. Caragiale" București este o instituție publică culturală, aflată în subordinea Ministerului Culturii și Cultelor. Este situat în centrul capitalei, vizavi de Universitate.

## Istoricul fondării instituției și al clădirii din 1852
În aprilie 1836, "Societatea Filarmonica" – societate culturală înființată de I.H. Rădulescu și Ioan Cîmpineanu – cumpără Hanul Cîmpinencii pentru a construi în acel loc clădirea Teatrului Național și începe colectarea de bani și materiale pentru acest scop. În 1840, "Obșteasca Adunare" propune domnitorului Alexandru Ghica un proiect pentru construcția Teatrului Național cu cheltuiala statului. Proiectul este aprobat la 4 iunie 1840. Domnitorul Gheorghe Bibescu reia ideea înființării teatrului și aprobă o nouă locație: fostul han Filaret. Locul hanului Filaret a fost ales din mai multe motive: se întindea până la mijlocul Podului Mogoșoaiei (azi, Calea Victoriei) și se afla oarecum în centrul orașului; după cutremurul din 1838, hanul suferise pagube importante și trebuia dărâmat. 

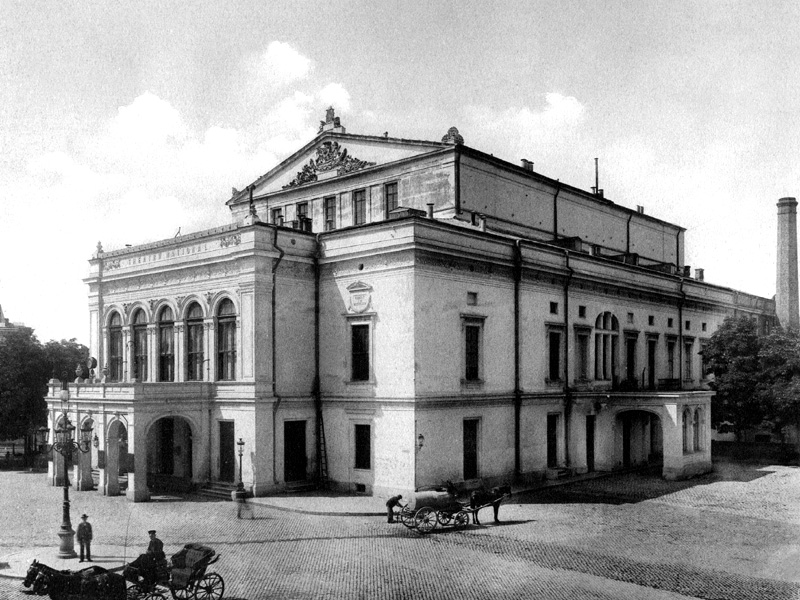
Fosta clădire a Teatrului Național, după Primul Război Mondial

Din raportul din 13 august 1843 al comisiei însărcinate cu ridicarea teatrului, rezultă că sunt necesari 20.300 de galbeni pentru întreaga construcție a teatrului. La acea data nu erau disponibili decât 13.000 de galbeni. Gheorghe Bibescu prin „Înaltă Rezoluție” spune: „Am fi dorit ca acel teatru să se săvârșească cu 13.000 de galbeni” și cere comisiei să facă economie dar și acordul în caz de nevoie pentru fonduri suplimentare „din capitolul extraordinar al Visteriei”. Acestea deoarece Bibescu considera „clădirea Teatrului în orașul Bucureștilor fiind un lucru care privește nu numai la folosul acestui oraș, dar a totului neamului Românesc, prin influența izbăvitoare ce va avea atât asupra bunelor năravuri cât și asupra desăvârșirii limbii Naționale și dezvoltării literaturii Românești.”
În septembrie 1843, comisia ia legătura cu trei mari arhitecți din Paris, Viena și München pentru întocmirea unui plan. Pentru aceste planuri s-au plătit 3.150 lei pentru cel din Paris, 2.523 lei pentru cel de la Viena și 120 de galbeni pentru cel de la München . În urma analizei, comisia se hotărăște pentru planul arhitectului C. Roesner din München. Pentru că domnitorul nu este mulțumit, în 1845 se depun noi planuri. Este preferat planul arhitectului catalan Xavier Villacrosse (cu studii în Franța, și arhitect-șef al orașului București), asupra căruia arhitectul vienez A. Hefft, chemat în 1846 de către noua comisie, își dă acordul.
Conform unei mărturii a lui Pantazi Ghica, pe locul viitorului Teatru Național se afla, pe la 1830, „o băltoacă mare, verde-neagră, în care orăcăiau broaștele, pe când rațele se bălăceau în șanțurile largi de-a lungul Podului…” („Podul Mogoșoaiei”, devenit Calea Victoriei după Războiul de Independență)
Spre sfârșitul anului 1847, comisia se modifică din nou iar din mai 1848 încep lucrările la ridicarea teatrului, lucrări întrerupte de evenimentele revoluționare din iunie 1848. În august 1849, după instalarea pe tron a domnitorului Barbu Știrbei, se reia licitația pentru terminarea construcției.

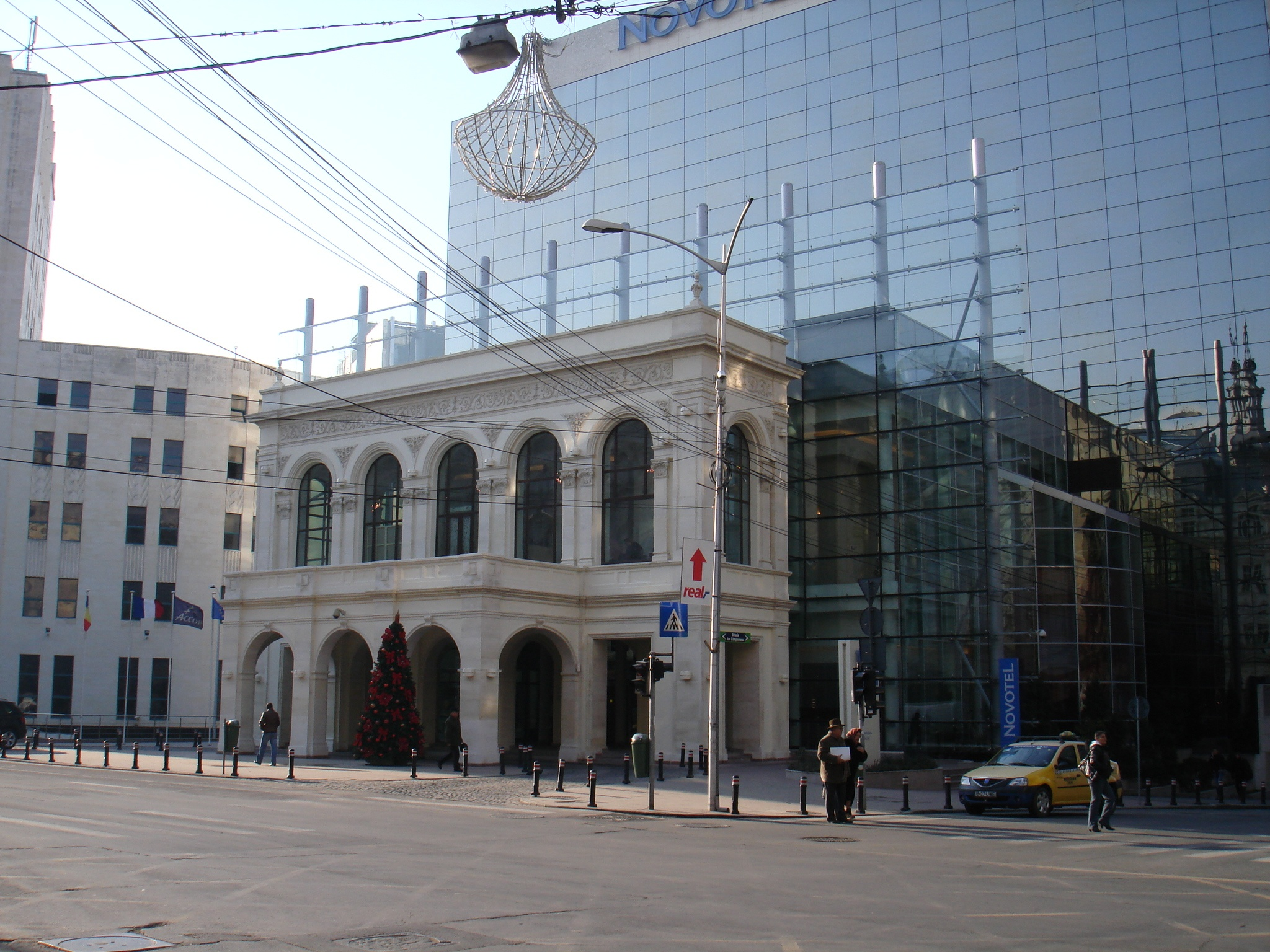
Hotelul Novotel, a cărui intrare reproduce cu fidelitate fațada fostului Teatru Național.

Suma prevăzută inițial n-a fost suficientă. În ianuarie 1852 s-a raportat domnului că pentru construcție s-au cheltuit 1.518.675 lei și până la terminarea lucrării mai erau necesari 1.039.961 lei. Dar și aceste prevederi au fost depășite. Toate cererile arhitectului Hefft erau aprobate de Știrbei. În cursul anului 1852 lucrările s-au desfășurat într-un ritm intens. Decorațiunile interioare au fost realizate de germanul Mühldörfer.
La 31 decembrie 1852 are loc inaugurarea Teatrului Național, cu piesa "Zoe sau Amantul împrumutat", vodevil cu cântece, piesă tradusă de Bobescu, cu muzică de Wachman, având ca actori principali pe Nina Valery și Costache Caragiale. Clădirea teatrului a fost construită în stil baroc în cea mai mare parte, avea un parter cu 338 staluri, trei rânduri de loji, un foaier luxos cu scări de marmură de Carrara și o mare galerie, unde aveau acces studenții și elevii, în mod gratuit. Sala în întregime avea 1000 de locuri, era socotită a treia în Europa ca mărime, și avea o acustică excelentă. Fațadele laterale ale teatrului dădeau pe două străzi ce coborau: în dreapta strada Matei Millo până la strada Sf.Ionică și în stânga, strada Câmpineanu, până la strada Știrbei Vodă.
În primii doi ani de la deschidere, teatrul a fost luminat cu lumânări de seu iar din 1854 s-au folosit lămpi cu ulei de rapiță. Mai târziu, teatrul a fost luminat cu gaz aerian și apoi, cu lumină electrică. În 1875, Teatrul cel Mare din București devine Teatru Național, sub directoratul scriitorului Alexandru Odobescu.
În timpul celui de-al Doilea Război Mondial, mai exact în 26 august 1944, aviația germană a executat o misiune de distrugere a Palatului Telefoanelor, bomba însă a ratat ținta și a căzut pe Teatrul Național, care se găsea de cealaltă parte a străzii. Deși clădirea Teatrului Național a fost distrusă, teatrul a continuat să funcționeze cu două scene "de împrumut" - Sala "Studio" și Sala Comedia. Terenul vechiului Teatru National a rămas viran până în anii 1990, când s-a construit acolo Hotelul Novotel. Porticul de intrare al clădirii dispărute în 1944 a fost reconstruit, simbolic, devenind portalul de intrare în noua construcție cu fațadă de sticlă a hotelului.

## Clădirea din 1973
Actuala clădire a teatrului a fost inaugurată în versiunea ei originală în decembrie 1973 , modificată apoi considerabil în 1983-84, revenindu-se la forma inițială exterioară în 2012-2014.
Proiectul inițial (1964-1973) a fost semnat de arhitecții Horia Maicu, Romeo Belea, Nicolae Cucu (et al), structura de rezistență de inginerul Alexandru Cișmigiu . Clădirea Teatrului Național, care a fost construită cu trei săli de spectacol, respectiv: Sala Mare, în corpul A și Sala Mica și Sala Atelier în Corpul C, a fost inaugurată succesiv între 20 decembrie 1973 și anul 1976. Clădirea a rămas neterminată la exterior, deoarece Nicolae Ceaușescu nu a agreat niciuna dintre variantele de frescă prezentate pentru a fi executate pe pereții rămași „în zidărie aparentă”, se pare că din cauză că nu apărea și el reprezentat. Ulterior, cărămida aparentă din zona rezervată frescelor a fost îmbrăcată cu un placaj din marmură de Rușchita.

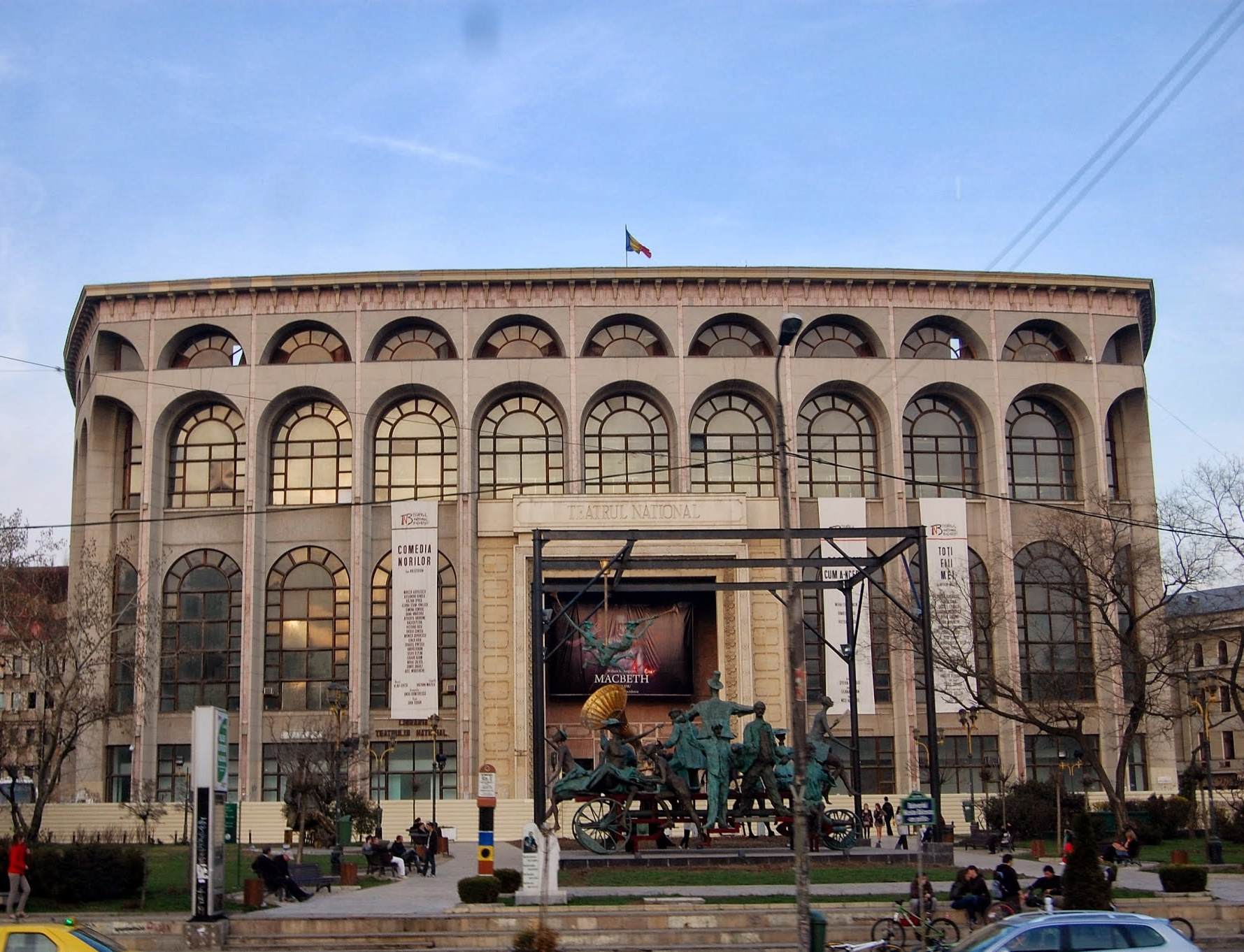
Fațada teatrului după modificarea din 1983

Modificarea din 1983 - În anii 1980, la cererea lui Nicolae Ceaușescu, clădirea a fost complet remodelată la exterior și parțial la interior (s-au păstrat parțial din versiunea originală foaierele), de către o echipă condusă de arhitectul Cezar Lăzărescu. Clădirea concepută de echipa lui Horia Maicu a fost remarcabilă la vremea ei, cu o expresie care se înscria în modernismul anilor '60, dar a rămas neterminată la exterior - fresca cu istoria teatrului, care trebuia să acopere trei fațade ale teatrului, nu a fost niciodată realizată, lăsând corpul teatrului în zidarie de cărămidă aparentă, sub "pălăria" de beton armat, elegantă, care îi devenise simbol și care i-a fost totodată fatidică (faptul că forma clădirii nu amintea de o "casă" în sens clasic și aducea cu o pălărie, pare să fi fost cauza pentru care Ceaușescu a cerut remodelarea ei). La interior, două mari tapiserii, probabil cele mai importante lucrări ale artei decorative românești la acea dată și până astăzi, au supraviețuit incendiului din anii '70 și pot fi admirate și acum, în foaierul sălii mari. Autori sunt: Șerban Gabrea și Florin Ciubotaru (tapiseria "Istoria Teatrului") și Ion Nicodim. "Recarosarea" lui C. Lăzărescu a înlocuit modernismul clădirii originale, realizat în materiale de calitate, cu elemente realizate în materiale sărace, pseudo-clasicizante, tipice anilor în care s-a construit și Casa Poporului sau Victoria Socialismului, iar în Europa de vest era în plin triumf postmodernismul istoricizant.
Capacitatea sălilor a fost parțial mărită (prin îndesirea scaunelor, așa cum s-a întâmplat și la Sala Palatului) și au apărut spațiile intermediare cu galerii de artă și cele "interstițiale" cu Lăptăria lui Enache sau terasa "La motoare".
Remodelarea din 2012

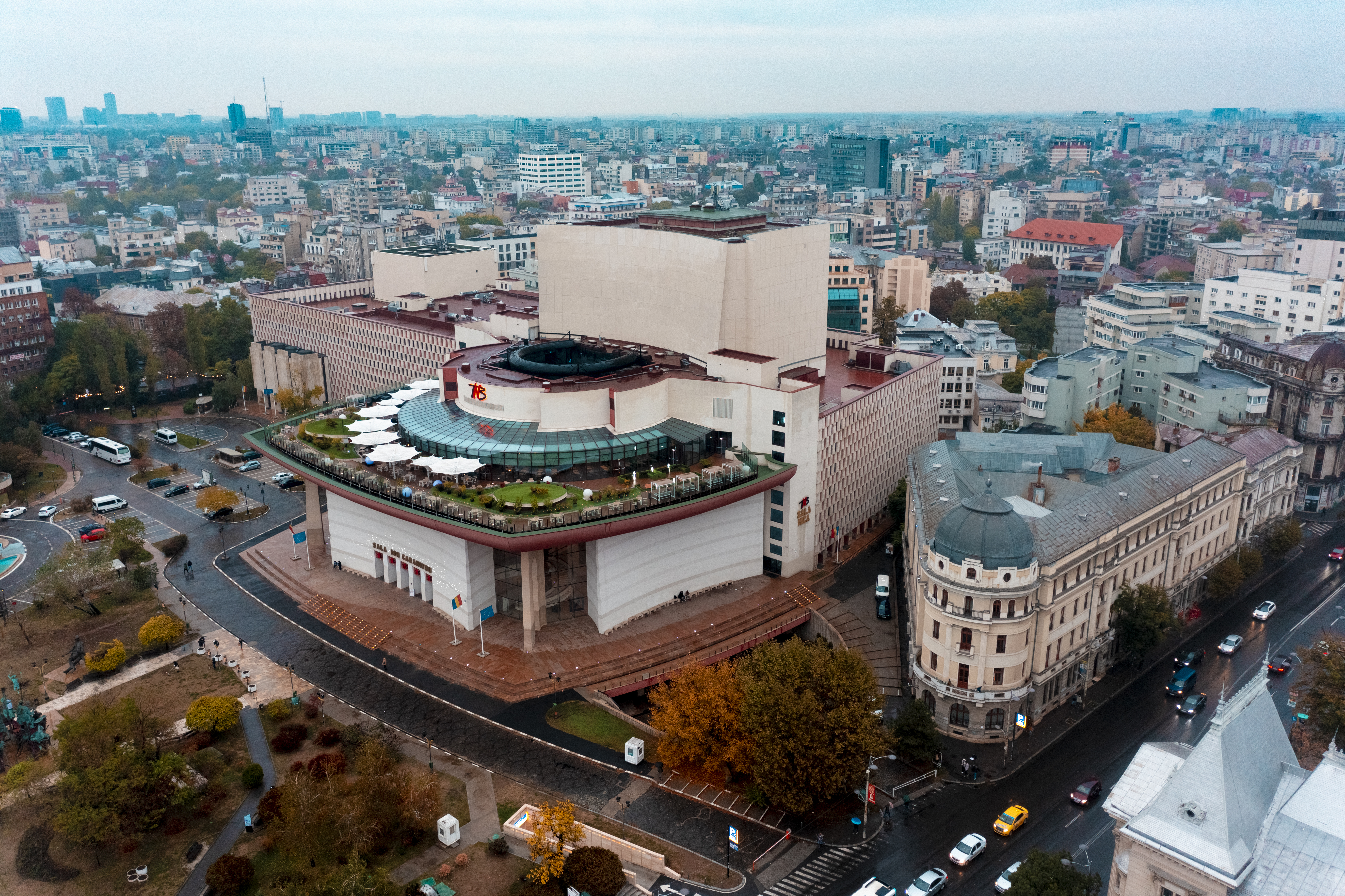
Noua fațadă

În anul 2012 s-a început remodelarea clădirii teatrului, eliminând adaosurile din perioada Ceaușescu (fațadele create de Cezar Lăzărescu, care ascundeau "pălăria" lui Romeo Belea au făcut ca teatrul să fie vulnerabil la seisme. Pentru ca teatrul să redevină mai sigur, a fost îndepărtată fațada de 1.200 de tone.). Proiectul este condus de arhitectul Romeo Belea. Numărul locurilor din săli creste de la 1720 la 2880 . Vor exista mai multe săli decât în varianta din 1973 a clădirii, astfel:
- Sala Mare - Sala „Ion Caramitru” (tip italian) 940 locuri
- Sala Studio (transformabilă în tip italian, elisabetan, arena) 590 locuri
- Sala Atelier (teatru experimental) 250 locuri
- Sala Pictura ( transformabilă în tip italian,elisabetan, arena) 300 locuri
- Sala Mica (transformabilă în tip italian redus, elisabetan, arena) 240 locuri
- Sala în Aer Liber, 300 locuri
- Sala Media (multifuncțională: expoziții, recitaluri, reuniuni, conferințe, proiecții – cu scaune înșiruite) 140 locuri

Clădirea teatrului, asa cum fusese ea modificată în anii '80, nu corespundea standardelor de statică și seismică (atât celor din 1983, cât și celor actuale din 2006), din punct de vedere al structurii de rezistență. Remodelarea construcției TNB costa 63,2 milioane Euro (brut), din care 28 milioane Euro provin de la Banca de Dezvoltare a Consiliului Europei. Conform contractului, execuția urma să dureze 2 ani și 4 luni.
După mai bine de 4 ani de lucrări de reabilitare, redeschiderea oficială a clădirii TNB a avut loc la 10 noiembrie 2014.,

## Presa vremii
La deschiderea Teatrului Național, în 1852, în presă au apărut articole care au descris acest eveniment. Vestitorul românesc scria [...] toți banii adunați în această seară au fost destinați pe seama săracilor și se va [vor] împărți cu o scumpă cercetare și nepărtinire între cei mai întrebuințați [lipsiți], de către o comisie rânduită într-adins. [...] După aceasta se ridică cortina și actorii români își jucară fiecare în parte rola [rolul], cu o artă ce face onoare d-lui director Caragiali.
În ziarul Trompeta Carpaților, Cezar Boliac scria: [...] Afluența publicului fu atât de mare, încât prețul unui bilet de intrare se urcă până la un galben pentru un loc de parter. Lojile scânteiau de luxul poleielilor și de toaletele elegante ale doamnelor, ale căror parure prețioase reflectau razele nenumăratelor lumini și semănau ca niște fluturi într-un stup de albine. 
Ziarul bucureștean în limba germană „Bukarester Deutsche Zeitung” scria în nr. 2 [...] Monumentul este clădit într-un stil nobil și într-adevăr artistic; proporțiunile îi sunt potrivite și distinsa-i simplicitate este imposantă. Teatrul cel nou din București este fără îndoială unul din cele mai frumoase teatre din Europa și o podoabă a Capitalei. Are un parter de 338 de staluri, împărțite în două categorii, trei rânduri de loji frumos decorate și deasupra o largă și încăpătoare galerie.

## Activitate teatrală
În prezent, Teatrul Național București își prezintă spectacolele în șase săli indoor și o sală în aer liber, pe acoperișul clădirii (Amfiteatru în aer liber - 299 locuri): Sala Mare - Sala „Ion Caramitru” (940 locuri), Sala Studio (541 locuri în varianta italiană, 594 de locuri în varianta arenă și 424 de locuri în varianta elisabetană), Sala Pictură (230 locuri), Sala Atelier (200 locuri), Sala Media (141 locuri), Sala Mică (130-150 locuri).
Toate foaierele sălilor sunt spații expoziționale, dedicate artelor (pictură sculptură, fotografie, grafică etc).
În cei peste 150 de ani de existență, Teatrul Național București a prezentat pe scenă multe din cele mai semnificative piese din dramaturgia universală.
A avut reprezentații de succes atât în țară cât și în afara ei: Franța, Germania, Austria, Iugoslavia, Italia, Anglia, Spania, Portugalia, Grecia, Brazilia, China, Ungaria etc.

### Directorii Teatrului Național
Teatrul Național a fost condus de următoarele personalități de-a lungul timpului.
- Costache Caragiale și Ioan A.Wachmann 1852–1853
- Costache Caragiale 1853-1855
- Matei Millo 1855-1859; 1861-1866; 1870-1871
- C.A. Rosetti 1859-1860
- Direcția Comitetului Teatrelor 1860-1861
- Costache Dimitriade 1866-1867
- Matei Millo și Mihail Pascaly 1867-1868
- Grigore Bengescu 1868-1870
- Mihail Pascaly 1871-1874; 1876-1877
- Societatea Dramatică 1874-1875
- Al. Odobescu 1875-1876
- Ion Ghica 1877-1881
- Constantin Cornescu 1881–1882
- Grigore C. Cantacuzino 1882-1887; 1889-1898
- Constantin I. Stăncescu 1887-1888
- Ion Luca Caragiale 1888–1889
- Grigore C. Cantacuzino și Petre Grădișteanu 1898-1899
- Scarlat Ghica 1899-1901
- Ștefan Sihleanu 1901-1905
- Alexandru Davila 1905-1908
- Pompiliu Eliade 1908-1911
- Ion Bacalbașa 1911-1912
- Al. Davila, I.A. Brătescu-Voinești, George Diamandi 1912-1914
- George Diamandi: 1914-1915
- Alexandru Mavrodi 1915-1916; 1922-1923; 1931-1933
- Ocupația germană: 1917-1918
- Constantin Rădulescu-Motru, I. Peretz 1918-1919
- Ion Peretz, Victor Eftimiu 1919-1920
- Victor Eftimiu 1920-1921
- Victor Eftimiu, Al. Mavrodi 1921-1922
- Ion Valjan 1923-1924
- Corneliu Moldovanu, Ion Minulescu 1924-1925
- Corneliu Moldovanu, Al. Hodos 1925-1927
- Corneliu Moldovanu 1927-1928
- Corneliu Moldovanu, Liviu Rebreanu 1928-1929
- Liviu Rebreanu, Victor Eftimiu 1929-1930
- Ion Grigore Periețeanu, Al. Mavrodi 1930-1931
- Al. Mavrodi, Paul Prodan 1933-1934
- Paul Prodan 1934-1937
- Paul Prodan, Ion Marin Sadoveanu 1937-1938
- Ion Marin Sadoveanu, Camil Petrescu 1938-1939
- Camil Petrescu, Ion Marin Sadoveanu 1939-1940
- Ion Marin Sadoveanu, Haig Acterian, Liviu Rebreanu 1940-1941
- Liviu Rebreanu 1941-1944
- Victor Eftimiu, Nicolae Carandino, Tudor Vianu 1944-1945
- Ion Pas 1945-1946
- Ion Pas, Zaharia Stancu 1946-1947
- Zaharia Stancu 1947-1952
- Ioan Popa 1952-1953
- Vasile Moldoveanu 1953-1956
- Ion Marin Sadoveanu 1956-1959
- Zaharia Stancu 1959-1969
- Radu Beligan1969-1990
- Andrei Șerban 1990-1993
- Fănuș Neagu 1993-1996
- Ion Cojar 1996-2001
- Dinu Săraru 2001-2004
- Ion Caramitru 2005-2021
- Ioan Onisei (interimar) 2021-2022
- Mircea Rusu (interimar) 2022-2023
- George Călin (interimar) 2023- în prezent